# Mandevilla tricolor
Mandevilla tricolor är en oleanderväxtart som beskrevs av R. E. Woodson. Mandevilla tricolor ingår i släktet Mandevilla och familjen oleanderväxter. Inga underarter finns listade i Catalogue of Life.